# Pontellopsis villosa
Pontellopsis villosa är en kräftdjursart som först beskrevs av Brady 1883.  Pontellopsis villosa ingår i släktet Pontellopsis och familjen Pontellidae. Inga underarter finns listade i Catalogue of Life.